# Östergadden, Raseborg
Östergadden är en ö i Finland. Den ligger i Finska viken och i kommunen Raseborg i den ekonomiska regionen  Raseborg i landskapet Nyland, i den södra delen av landet. Ön ligger omkring 86 kilometer sydväst om Helsingfors.
Öns area är 6,7 hektar och dess största längd är 450 meter i sydväst-nordöstlig riktning. Ön höjer sig omkring 10 meter över havsytan.